# NGC 6601
NGC 6601 é uma galáxia elíptica (E-S0) localizada na direcção da constelação de Draco. Possui uma declinação de +61° 27' 11" e uma ascensão recta de 18 horas, 11 minutos e 44,2 segundos.
A galáxia NGC 6601 foi descoberta em 4 de Agosto de 1883 por Lewis A. Swift.